# جيم مكلنتاير
جيم مكلنتاير (بالإنجليزية: Jim McIntyre)‏ (24 مايو 1972 في المملكة المتحدة - ) هو مدرب كرة قدم ولاعب كرة قدم بريطاني في مركز الهجوم. شارك مع منتخب اسكتلندا الثانوي لكرة القدم ‏. أما مع النوادي، فقد لعب مع دندي يونايتد ودونفرملين أثلتيك ونادي بريستول سيتي ونادي ريدنغ ونادي كيلمارنوك ونادي أردريونيانز ونادي إكزتر سيتي.

## وصلات خارجية
- جيم مكلنتاير على موقع قاعدة بيانات كرة القدم.إي يو (الإنجليزية)
- جيم مكلنتاير على موقع Soccerbase.com (لاعب) (الإنجليزية)
- جيم مكلنتاير على موقع Soccerbase.com (مدرب) (الإنجليزية)
- جيم مكلنتاير على موقع Soccerway.com (الإنجليزية)
- جيم مكلنتاير على موقع عالم كرة القدم.نت (الإنجليزية)